# Plomeur

Plomeur este o comună în departamentul Finistère, Franța. În 1 ianuarie 2022 avea o populație de 3.877 de locuitori.